# Jáchymovský potok
Der Jáchymovský potok (deutsch: Joachimsthaler Bach, Weseritz) ist ein linker Nebenfluss der Bystřice (Wistritz) in der Karlsbader Region in Tschechien.

## Lage und Verlauf
Der Bach entspringt im böhmischen Teil des Erzgebirges am Westabhang des Keilbergs auf etwa 962 m Höhe. Wie die meisten Bäche am Südabbruch des Erzgebirges fließt er überwiegend von Nord nach Süd. In einem tiefen Tal durchquert er die alte Bergstadt Sankt Joachimsthal (Jáchymov), die nach bedeutenden Silberfunden seit 1517 entlang des Baches errichtet wurde. Am Ortsende nimmt er kurz nacheinander die zwei von links zufließenden und ebenfalls den Klínovec entwässernden Bäche Veseřice (1) und Suchá auf. Anschließend durchfließt er Horní Žďár (Oberbrand'), tangiert Dolní Žďár (Unterbrand) und Ostrov (Schlackenwerth) und mündet in die Bystřice.

## Besonderheiten
Im Tal des Baches verkehrte zwischen 1896 und 1957 die Bahnstrecke Ostrov nad Ohří–Jáchymov, die mit teilweise über 50 Promille Neigung steilste Adhäsionsbahn in Böhmen.
Die unteren etwa 5 km des Baches sind zeitweise mit Kanus befahrbar.